# Platypalpus arcticus
Platypalpus arcticus är en tvåvingeart som beskrevs av Axel Leonard Melander 1927. Platypalpus arcticus ingår i släktet Platypalpus och familjen puckeldansflugor.
Artens utbredningsområde är Labradorhalvön. Inga underarter finns listade i Catalogue of Life.